# Phthirusa lobaterae
Phthirusa lobaterae là một loài thực vật có hoa trong họ Loranthaceae. Loài này được G.Ferrari miêu tả khoa học đầu tiên năm 1982.